# Faiditus cordillera
Faiditus cordillera là một loài nhện trong họ Theridiidae.
Loài này thuộc chi Faiditus. Faiditus cordillera được H. Exline miêu tả năm 1945.